# Xã Bowne, Michigan
Xã Bowne (tiếng Anh: Bowne Township) là một xã thuộc quận Kent, tiểu bang Michigan, Hoa Kỳ. Năm 2010, dân số của xã này là 3.084 người.